# Léocrite
Selon la mythologie grecque, dans l'Odyssée, Léocrite (ou Liocritos), fils d'Événor, est un des prétendants de Pénélope. 
Au chant II, il invective Mentor qui, lors de l'assemblée réunie par Télémaque, en appelle au peuple contre les prétendants qui pillent la demeure d'Ulysse et font pression sur Pénélope. Léocrite s'oppose plus tard à ce que Télémaque dispose d'un navire pour s'enquérir de son père.
Au temps de la vengeance d'Ulysse, à son retour à Ithaque, Léocrite est tué par Télémaque.